# Ulmenstraße (Wismar)

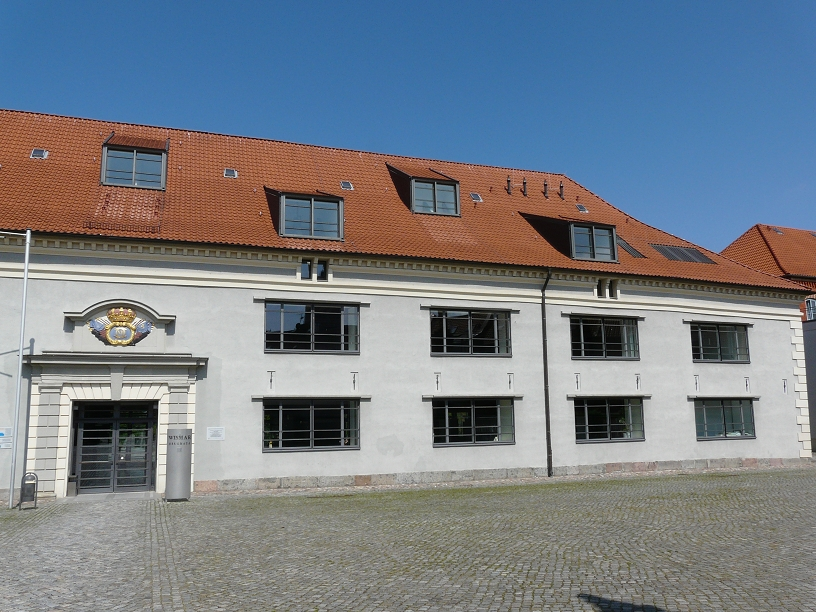
Nr. 15: Zeughaus

Die historische Ulmenstraße ist in Wismar in der Altstadt, die wie der Alte Hafen unter dem besonderen Schutz der UNESCO steht, nachdem Wismar 2002 in die Welterbeliste aufgenommen wurde.
Sie führt in Südwest-Nordost-Richtung von der Dahlmannstraße / Lübsche Straße bis zur Fischerreihe / Breite Straße / Schiffbauerdamm  und Straße Am Hafen vorbei am Alten Hafen.

## Nebenstraßen

Wismar zur Zeit der Hanse

Die Nebenstraßen und Anschlussstraßen wurden benannt als Dahlmannstraße  nach dem national-liberalen Historiker Friedrich Christoph Dahlmann (1785–1860), Lübsche Straße nach der Hansestadt Lübeck (früher Lübekerstraße), Zeughausstraße  nach dem Zeughaus, Claus-Jesup-Straße nach dem aufständischen Bürgermeister Claus Jesup zu Beginn des 15. Jh., Schiffbauerdamm nach den Bootsbauern, Fischerreihe um 1820 (zuvor Teil der Fischergrube) und Breite Straße für eine Straße mit im Mittelalter ungewöhnlicher Breite, sowie die Straße Am Hafen nach der Lage.

## Geschichte

### Name
Die Straße wurde benannt nach den Ulmen, von denen nur noch zwei an der Promenade stehen.

### Entwicklung
Wismar wurde im Mittelalter ein wichtiges Mitglied der Hanse.
Ab etwa 1276 umschloss Wismar eine Stadtmauer, die im 17. Jahrhundert zur Festung Wismar ausgebaut wurde. Ab 1721 wurde die Festung reduziert. Westlich der Straße lag der Abschnitt der Stadtmauer vom Lübschen Tor bis zum Wassertor, dazwischen sechs Wehrtürme und ein Tor, davor ein Weg. Ab 1869 wurden hier Mauer, Türme und Tore abgerissen, um die Stadtentwicklung zu verbessern, und der Weg vor der Mauer wurde zur Straße ausgebaut.
Die Straße entwickelte sich als Teil des äußeren Straßenringes um die Altstadt mit den weiteren Straßen Am Hafen, Wasserstraße, Bahnhofstraße, Bauhofstraße, Dr.-Leber-Straße und Dahlmannstraße.

## Gebäude, Anlagen (Auswahl)
An der Straße stehen zumeist zwei- bis dreigeschossige Häuser. Die mit (D) gekennzeichneten Häuser stehen unter Denkmalschutz.
Westseite:
- Nr. 2 bis 10: 2-gesch. Wohnhäuser mit Walmdächern
- Nr. 12: 4-gesch. Bürohaus mit u. a. der Bewährungs- und Gerichtshilfe als Soziale Dienste der Justiz
- Parkplatz Altstadt/Westhafen

Ostseite:
- Nr. 1 bis 11: 2- bis 3-gesch. Wohn- und Bürohäuser
- Nr. 13: 2-gesch. Wohnhaus von um 1870 mit Mezzanin und zwei Rundfenstern mit Hexagonsternverzierung unter dem Gesims, längerer Leerstand nach 1991, Ankauf 2002 in das Sondervermögen der Stadt zum Zweck der Sanierung, die ab 2015/16 erfolgte[3]
- Nr. 15: 2-gesch. neunachsiges barockes Altes Zeughaus Wismar von um 1700 (D) als Zeugnis schwedischer Militärarchitektur nach Plänen des Festungsbaumeisters Erik Dahlberg mit einem freitragenden Hängewerk; saniert von 1993 bis 2002 nach Plänen der Architekten Mai - Zill - Kuhsen (Lübeck), heute Stadtbibliothek Wismar[4]
- Nr. 17 bis 19: 3-gesch. Wohnhäuser
- Claus-Jesup-Straße Nr. 61: 2-gesch. verklinkerte Fischhalle
- Ziegenmarkt Nr. 10: 2-gesch. Haus mit Gasthaus To'n Zägenkrog